# Pogonomelomys bruijni
Pogonomelomys bruijni — вид гризунів родини мишевих (Muridae). Зустрічається в Індонезії на острові Салаваті та на півострові Фогелькоп у провінції Папуа, Індонезія.

## Морфологічна характеристика
Гризун середнього розміру, довжина голови й тулуба від 173 до 180 мм, довжина хвоста від 190 до 197 мм, довжина лапи від 33 до 34 мм, довжина вух 9 мм. Хутро грубе. Колір верхніх частин варіюється від сірого до червонуватого, а черевні частини та ноги білі. Вуха чорно-коричневі та відносно невеликі. Хвіст довший за голову й тулуб, чіпкий уздовж кінцевої спинної частини, рівномірно чорнувато-коричневий і з 10 кільцями лусочок на сантиметр.

## Поведінка
Це деревний вид. Він ховається в дуплах дерев.